# Dodi Battaglia

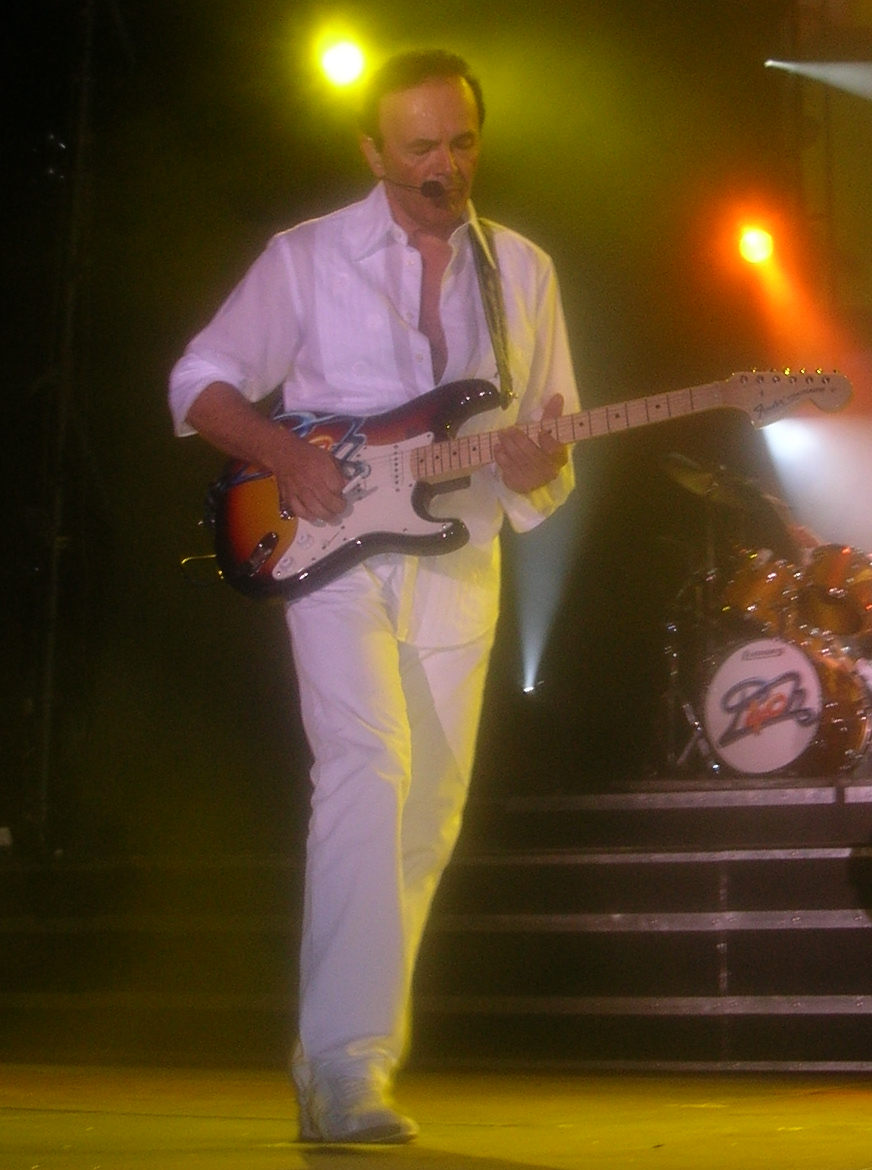
Foto, 2006

Donato Battaglia, Dodi Battaglia (Bolonia, 1 de junio de 1951) es un músico (cantante, guitarrista, pianista) italiano integrante del grupo Pooh

## Biografía
Battaglia provenía de una familia musical e incursionó en la escena musical local de Bolonia a mediados de la década de 1960. A la edad de 17 años, Valerio Negrini se interesó por él para unirse a Pooh como guitarrista al irse Mauro Bertoli, donde además fue vocalista y pianista.
En 1985 comenzó su carrera en solitario. También ha trabajado con otros músicos como Zucchero, Vasco Rossi, Gino Paoli, Mia Martini, Raf o Enrico Ruggeri, , y en 2007 produjo el álbum debut de su hijo Daniele Battaglia.
En 1997, el fabricante de guitarras estadounidense Fender produjo el modelo exclusivo Fender Dodicaster para el músico. 

## Álbumes en solitario
- 1985 – Più in alto che c'è
- 1986 – Più in alto che c'è/Ciao amore buon appetito
- 2003 - D' Assolo
- 2015 – Dov'è andata la musica (con Tommy Emmanuel)
- 2017 - E la storia continua
- 2018 - Dodi Day
- 2019 – Perle